# The Bangville Police
The Bangville Police er en amerikansk stumfilm fra 1913 af Henry Lehrman.

## Medvirkende
- Fred Mace.
- Mabel Normand som Della.
- Nick Cogley.
- Charles Avery.
- Dot Farley.